# Induciomaro
Induciomaro (en latín, Indutiomarus, muerto en 53 a. C.) fue un destacado aristócrata de los tréveros (el pueblo de la región alrededor de lo que hoy es Tréveris) en la época de la conquista de las Galias por César. Era la cabeza del partido antirromano y rival político de su yerno prorromano, Cingétorix, por el "poder supremo" en el país.

## Historia
En el año 54 a. C., Induciomaro hizo preparativos de guerra contra los romanos y evacuó a los no combatientes a la Ardena. Sin embargo, cuando César llegó al territorio de los tréveros de camino hacia Britania, Induciomaro fue abandonado por muchos de sus más destacados partidarios, y se sometieron a César con la esperanza de conservar su posición. César aceptó este sometimiento, junto con 200 rehenes incluidos varios de los miembros más cercanos de la familia de Induciomaro, pero también aprovechó la oportunidad para promover a Cingétorix al poder entre los tréveros a expensas de Induciomaro.
Privado de gran parte de su poder, Induciomaro se hizo un enemigo más amargo de los romanos y esperó una ocasión favorable para cobrarse venganza. Semejante oportunidad llegó pronto. Para asegurarse adecuados suministros de comida, César había dividido sus tropas en cuarteles de invierno dispersos en diferentes partes de la Galia. Induciomaro animó a Ambiorix y Cativolco, jefes de los eburones, para que atacasen a la legión romana estacionada en su país; él mismo marchó pronto contra Tito Labieno, que estaba acampado entre los remos, justo al oeste de los tréveros. Advertidos de la victoria de César sobre los nervios, Induciomaro retiró sus fuerzas al país trévero y reunió nuevas tropas. También pasó el invierno enviando embajadores a los germanos en busca de aliados. Otros pueblos comenzaron a enviar embajadores a Induciomaro también por propia iniciativa, entre ellos los senones, carnutes, nervios y atuátucos.
Así fortalecido, Induciomaro declaró que Cingétorix era un enemigo del pueblo y le confiscó su territorio. Marchó de nuevo contra Labieno y rodeó el campamento romano. Induciomaro cabalgó casi diariamente en torno al campamento con su fuerza de caballería, tanto para reconocerlo como para intimidar a los romanos que estaban en su interior. Labieno un día coló a un gran contingente de caballería auxiliar en el campamento romano, y durante uno de estos ejercicios los auxiliares sorprendieron a las fuerzas tréveras con un repentino rodeo. El propio Induciomaro fue asesinado mientras cruzaba un río. Su muerte fue aún una fuente de enfado y rebelión en el año 51 a. C., cuando los tréveros permanecieron en el campo en el bando de Ambíorix.